# Championnats du monde de tennis

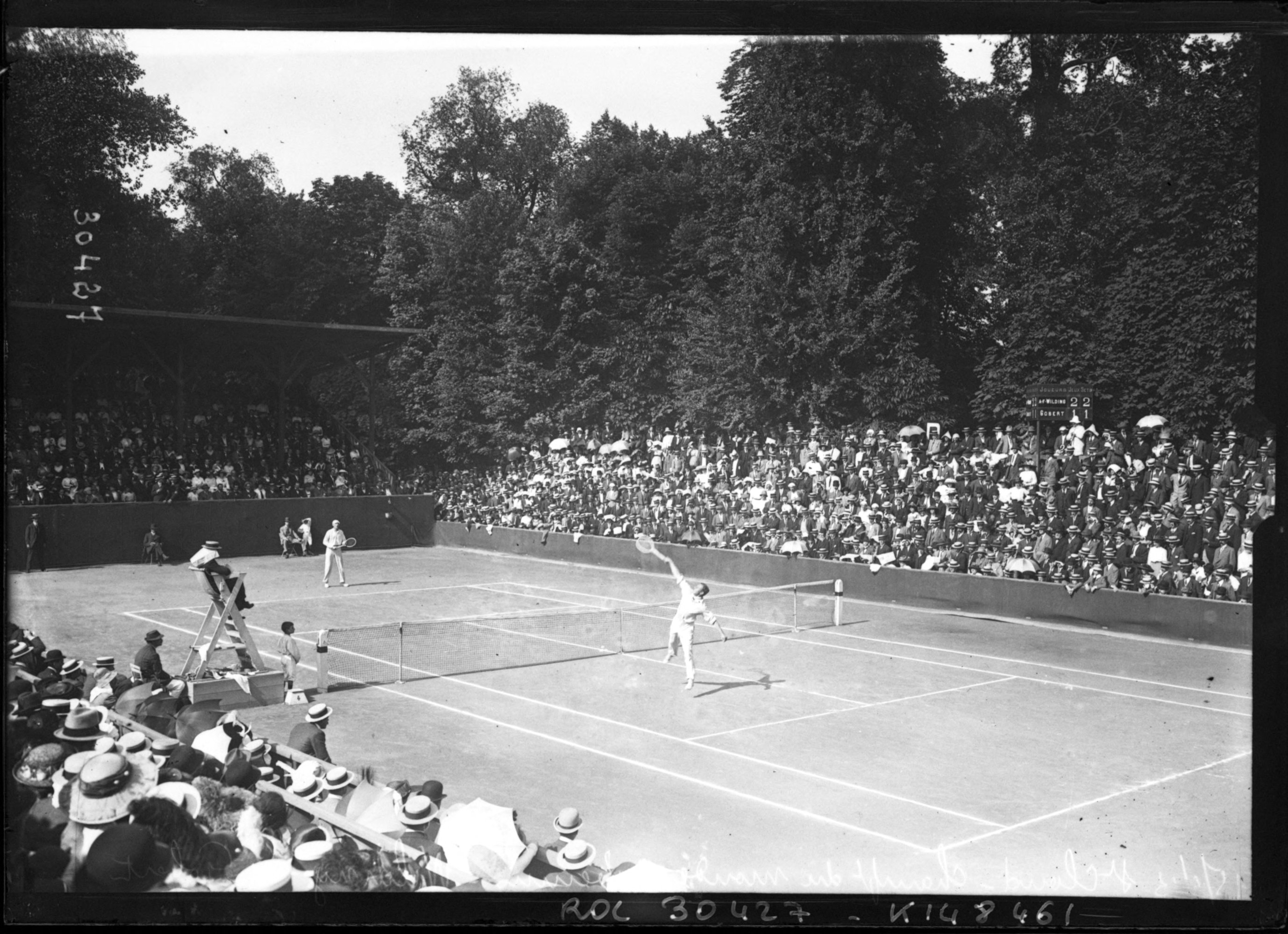
Finale sur terre battue entre Anthony Wilding et André Gobert à Saint-Cloud le 15 juin 1913.

Les Championnats du monde de tennis sont une série de trois championnats organisés entre 1912 et 1923 par l'International Lawn Tennis Federation.

## Création
En 1911, le mécène américain Duane Williams constate que le seul tournoi reconnu internationalement est le Lawn Tennis Championships disputé sur gazon à Wimbledon et trouve que les joueurs de terre battue sont désavantagés. Devant les progrès accomplis par les joueurs du continent, il eut l'idée d'une compétition sur leur terrain de jeu, la terre battue, pour faire pendant aux championnats sur gazon de Wimbledon. En effet le climat de l'Europe continentale et de l'Ouest américain n'étant pas aussi humide que celui du Royaume-Uni, les joueurs évoluent plutôt sur terre que sur gazon et sont désavantagés par la transition du jeu. Il soumit sa proposition à l'Union des sociétés françaises de sports athlétiques et aussi à la fédération anglaise qui l'accepta en demandant que les mots « sur terre battue » soient bien ajoutés à « Championnat du monde » (World Clay Championship).
Ce tournoi, de par sa forme et son importance, peut être considéré comme l'ancêtre des Internationaux de France. La série est complétée par l'itinérant Championnat du monde en salle disputé sur parquet. Williams meurt en avril 1912 dans le naufrage du Titanic et ne verra pas la concrétisation de son projet. Cette série prend fin lorsque la Fédération américaine rejoint la fédération internationale, mais ouvrira la voie du Grand Chelem de tennis actuel.
Cette série est supprimée après 1923 par décision de la Fédération Internationale de Lawn Tennis (ILTF) à la suite d'une réclamation de la Fédération américaine qui souhaitait que son tournoi de Forest Hills sur gazon soit traité de manière équivalente à celui de Wimbledon. Le résultat des négociations entraîné la suppression du tournoi français et le renommage de Wimbledon en The Championships au lieu de The Lawn Tennis Championship. En 1924, le tournoi sur terre battue est remplacé par celui tenu dans le cadre des Jeux olympiques de Paris.
Anthony Wilding remporte les trois tournois la même année en 1913 mais il n'a disputé qu'un seul match à Wimbledon (le challenge round), comme en 1912. Il est par ailleurs le seul à remporter les trois titres. Bill Tilden ne joue également qu'un match en 1922 à Wimbledon mais l'année précédente, il dut remporter 8 matchs pour gagner le titre.
En 1919, on accorde une prolongation de deux années à l'organisation des Championnats du monde sur terre battue, suivit d'une seconde période de trois années jusqu'en 1924 au cours de laquelle il est décidé que l'un ces championnats aura lieu en Belgique. L'organisation des Jeux olympiques à Paris en 1924 engendre finalement l'annulation de la dernière édition. En 1922, on décrète la suppression du Challenge Round en vigueur à Wimbledon, qui permettait au tenant du titre de ne disputer que la finale.
Le Championnat du monde sur gazon se déroule sur sept tours avec Challenge Round jusqu'en 1921. Le Championnat du monde sur terre battue ne contient quant à lui que cinq tours de 1912 à 1920, puis six à partir de 1921 et sept en 1923. Enfin, le Championnat du monde en salle, comprenait entre quatre et six tours selon les éditions.

## Palmarès en simple
| Date | Gazon                                                              | Terre battue                                                       | Parquet indoor                                                     |
| 1912 | Anthony Wilding                                                    | Otto Froitzheim                                                    | Pas de tournoi                                                     |
| 1913 | Anthony Wilding                                                    | Anthony Wilding                                                    | Anthony Wilding                                                    |
| 1914 | Norman Brookes                                                     | Anthony Wilding                                                    | 1re guerre mondiale                                                |
| 1915 | Compétitions non organisées à cause de la Première Guerre mondiale | Compétitions non organisées à cause de la Première Guerre mondiale | Compétitions non organisées à cause de la Première Guerre mondiale |
| 1916 | Compétitions non organisées à cause de la Première Guerre mondiale | Compétitions non organisées à cause de la Première Guerre mondiale | Compétitions non organisées à cause de la Première Guerre mondiale |
| 1917 | Compétitions non organisées à cause de la Première Guerre mondiale | Compétitions non organisées à cause de la Première Guerre mondiale | Compétitions non organisées à cause de la Première Guerre mondiale |
| 1918 | Compétitions non organisées à cause de la Première Guerre mondiale | Compétitions non organisées à cause de la Première Guerre mondiale | Compétitions non organisées à cause de la Première Guerre mondiale |
| 1919 | Gerald Patterson                                                   | Pas de tournoi                                                     | André Gobert                                                       |
| 1920 | Bill Tilden                                                        | William Laurentz                                                   | Gordon Lowe                                                        |
| 1921 | Bill Tilden                                                        | Bill Tilden                                                        | William Laurentz                                                   |
| 1922 | Gerald Patterson                                                   | Henri Cochet                                                       | Henri Cochet                                                       |
| 1923 | Bill Johnston                                                      | Bill Johnston                                                      | Henri Cochet                                                       |

### Championnat du monde sur gazon
| Date | Lieu      | Vainqueur        | Finaliste          | Score                   |
| 1912 | Wimbledon | Anthony Wilding  | Arthur Gore        | 6-4, 6-4, 4-6, 6-4      |
| 1913 | Wimbledon | Anthony Wilding  | Maurice McLoughlin | 8-6, 6-3, 10-8          |
| 1914 | Wimbledon | Norman Brookes   | Anthony Wilding    | 6-4, 6-4, 7-5           |
| 1919 | Wimbledon | Gerald Patterson | Norman Brookes     | 6-3, 7-5, 6-2           |
| 1920 | Wimbledon | Bill Tilden      | Gerald Patterson   | 2-6, 6-3, 6-2, 6-4      |
| 1921 | Wimbledon | Bill Tilden      | Brian Norton       | 4-6, 2-6, 6-1, 6-0, 7-5 |
| 1922 | Wimbledon | Gerald Patterson | Randolph Lycett    | 6-3, 6-4, 6-2           |
| 1923 | Wimbledon | Bill Johnston    | Randolph Lycett    | 6-0, 6-3, 6-1           |

### Championnat du monde sur terre battue
| Date | Lieu        | Vainqueur        | Finaliste       | Score                   |
| 1912 | Saint-Cloud | Otto Froitzheim  | Oskar Kreuzer   | 6-2, 7-5, 4-6, 6-4      |
| 1913 | Saint-Cloud | Anthony Wilding  | André Gobert    | 6-3, 6-3, 1-6, 6-4      |
| 1914 | Saint-Cloud | Anthony Wilding  | Ludwig von Salm | 6-1, 6-0, 6-0           |
| 1920 | Saint-Cloud | William Laurentz | André Gobert    | 9-7, 6-2, 3-6, 6-2      |
| 1921 | Saint-Cloud | Bill Tilden      | Jean Washer     | 6-3, 6-3, 6-3           |
| 1922 | Bruxelles   | Henri Cochet     | Manuel de Gomar | 6-0, 2-6, 4-6, 6-1, 6-2 |
| 1923 | Saint-Cloud | Bill Johnston    | Jean Washer     | 4-6, 6-2, 6-2, 4-6, 6-3 |

### Championnat du monde en salle
| Date | Lieu         | Vainqueur        | Finaliste      | Score                   |
| 1913 | Stockholm    | Anthony Wilding  | Maurice Germot | 5–7, 6–2, 6–3, 6–1      |
| 1919 | Paris        | André Gobert     | Max Decugis    | 6–3, 6–2, 6–2           |
| 1920 | Londres      | Gordon Lowe      | Walter Crawley | 6–2, 6–3, 6–1           |
| 1921 | Copenhague   | William Laurentz | Alfred Beamish | 6–2, 6–4, 6–2           |
| 1922 | Saint-Moritz | Henri Cochet     | Jean Borotra   | 4–6, 2–6, 6–3, 6–2, 6–0 |
| 1923 | Barcelone    | Henri Cochet     | John Gilbert   | 6–4, 7–5, 6–4           |